# Siwash Rock

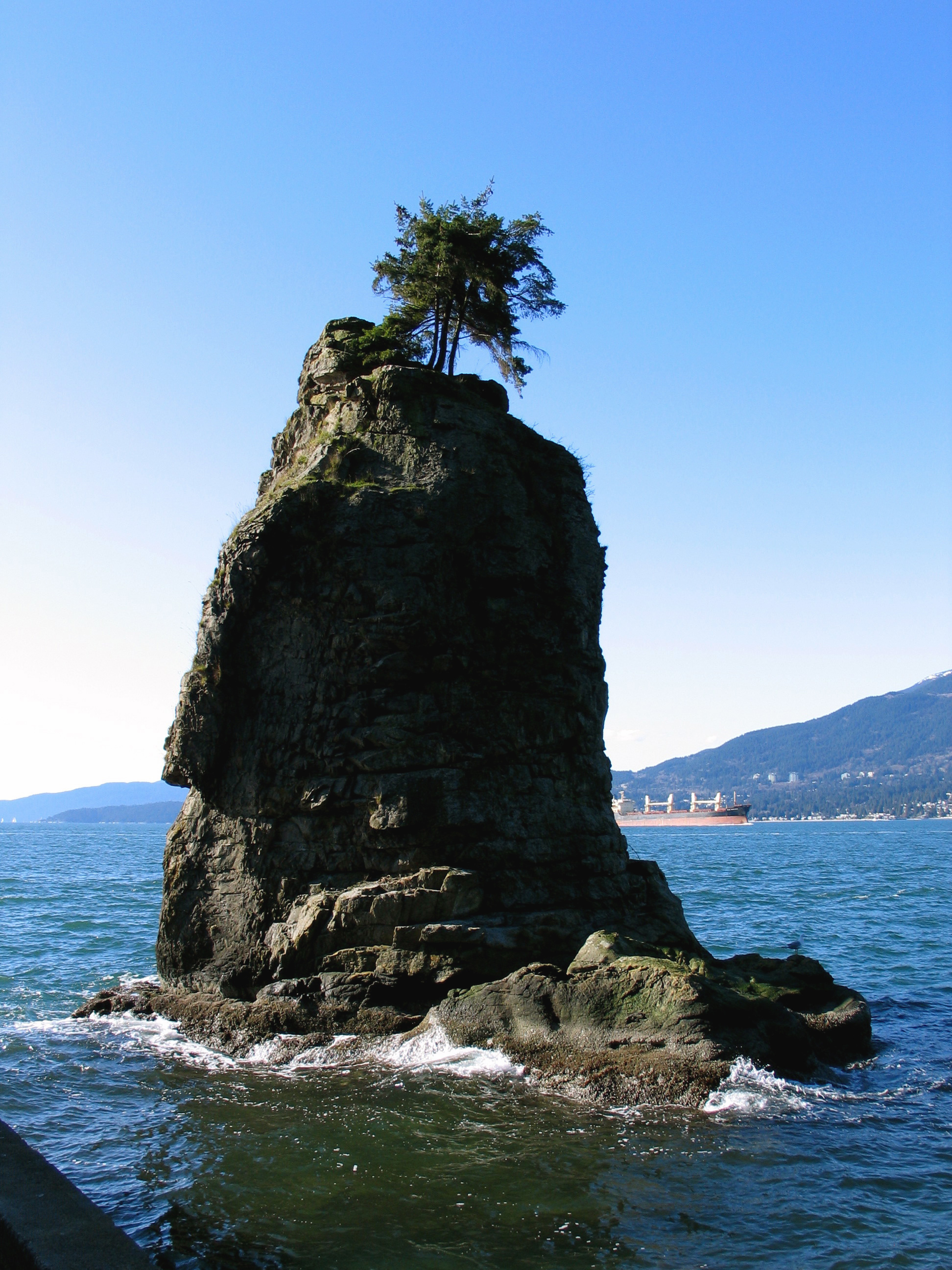
Siwash Rock

Der Siwash Rock ist ein monolithartiger Fels in der kanadischen Stadt Vancouver. Er befindet sich unmittelbar vor der Nordwestküste des Stanley Park und ragt bis zu 18 Meter in die Höhe. Der Felsen gilt als natürliches Wahrzeichen der Stadt.
Der Felsen ist vulkanischen Ursprungs und entstand vor rund 32 Millionen Jahren. Durch eine Spalte in der Erdkruste drang Magma an die Oberfläche und formte inmitten des Sedimentgesteins, aus dem der Boden des Parks heute besteht, eine Felssäule aus Basalt. Diese war widerstandsfähiger als die umliegenden Sandsteinfelsen, die im Laufe der Zeit durch Erosion abgetragen wurden. Siwash Rock ist der einzige Felsen dieser Art in der Region Vancouver.
In der Sprache Chinook Wawa steht Siwash für einen Angehörigen der Ureinwohner (First Nations). Das Wort hatte in Chinook Wawa nicht unbedingt einen negativen Beiklang und wurde auch von den Indianern selbst verwendet. Es ist ein Lehnwort des französischen sauvage, was „wild“ oder „ungezähmt“ bedeutet. Heutzutage wird dieses Wort überwiegend als beleidigend empfunden, wird aber in Zusammenhang mit bestimmten Ortsnamen weiterhin verwendet.
Die Squamish selbst nennen den Felsen Slahkayulsh, was „er steht aufrecht“ bedeutet. Die Dichterin Pauline Johnson berichtet in Legends of Vancouver von einer Legende der Squamish, wonach ein Mann in den Siwash-Felsen verwandelt wurde, als „unzerstörbares Denkmal der reinen Vaterschaft“. Eine Gedenktafel in der Nähe bezeichnet den Felsen als „Skalsh den Selbstlosen“, der von „Q'uas dem Verwandler“ als Belohnung für seine Selbstlosigkeit verwandelt wurde.